# Kanton Donzy
Kanton Donzy (francouzsky Canton de Donzy) je francouzský kanton v departementu Nièvre v regionu Burgundsko. Tvoří ho 10 obcí.

## Obce kantonu
- Cessy-les-Bois
- Châteauneuf-Val-de-Bargis
- Ciez
- Colméry
- Couloutre
- Donzy
- Menestreau
- Perroy
- Sainte-Colombe-des-Bois
- Saint-Malo-en-Donziois